# Uta Wentzel
Uta Wentzel (* 3. Juni 1979 in Flensburg) ist eine deutsche Politikerin (CDU) und seit 2022 Mitglied im Schleswig-Holsteinischen Landtag.

## Leben und Beruf
Wentzel wurde in Flensburg geboren und wuchs dort auf. Nach ihrem Abitur am Fördegymnasium Flensburg machte sie eine Ausbildung zur Journalistin mit Stationen in Redaktionen und Agenturen in Flensburg, Kiel, Hamburg, Dänemark und Frankreich. Danach studierte sie von 2002 bis 2008 an der Universität Passau und ein Jahr lang an der Universidad de Buenos Aires den internationalen Studiengang der Sprachen-, Wirtschafts- und Kulturraumstudien. Neben Spanisch und Französisch lernte sie dabei die Grundlagen der Wirtschaftswissenschaften, Jura und der geisteswissenschaftlichen Fächer. Während des Studiums war sie bei den Vereinten Nationen, der Deutschen Botschaft Buenos Aires und beim Protokoll der Fußball-Weltmeisterschaft 2006 in München tätig. Zudem machte sie ein Praktikum beim CDU-Bundestagsabgeordneten Wolfgang Börnsen und übernahm 2009 die Büroleitung seines Berliner Abgeordnetenbüros. 2013 kandidierte Börnsen nicht mehr und somit verlor auch Wentzel ihren Posten als Büroleitung. Danach absolvierte sie einen siebenmonatigen Forschungsaufenthalt im südlichen Afrika für ein Promotionsprojekt des German Institute for Global and Area Studies.
Von Juni 2014 bis zu dessen verpassten Einzug in den Bundestag 2017 war sie wissenschaftliche Mitarbeiterin beim CDU-Abgeordneten Michael Vietz, bevor sie nach Schleswig-Holstein zurückkehrte. Dort arbeitete sie zwei Jahre lang als Lehrerin für Französisch und Spanisch für die Stiftung Louisenlund. Von April 2020 bis zu ihrem Einzug in den Landtag war sie Pressesprecherin und Redenschreiberin für den ehemaligen Bundesinnenminister Thomas de Maizière.

## Politische Tätigkeit
Wentzel ist seit 2013 Mitglied der CDU. Sie ist Vorsitzende der Europa-Union im Kreis Schleswig-Flensburg und Mitglied der Klimaunion.
Bei der Landtagswahl in Schleswig-Holstein 2022 befand sie sich auf Platz 20 der Landesliste ihrer Partei. Im Wahlkreis Flensburg gewann sie mit 26,1 % der Erststimmen das Direktmandat und zog damit in den Landtag ein.

## Politische Positionen
Wentzel legt ihren Fokus auf Klimapolitik, Bildungspolitik, Wirtschaftspolitik, Gesundheitspolitik und Tourismuspolitik.

## Mitgliedschaften
Wentzel ist Vorsitzende der Wassersportgruppe der SG Deutscher Bundestag.

## Privates
Wentzel ist Mutter von zwei Kindern und lebt in Flensburg.